# Верхньобешкіль
Верхньобешкі́ль (рос. Верхнебешкиль) — село у складі Ісетського району Тюменської області, Росія.
Населення — 591 особа (2010, 573 у 2002).
Національний склад станом на 2002 рік:
- росіяни — 92 %